# Fronda
Fronda, egentligen Hans Sebastian Pasquale Fronda, född 3 november 1981 i Västerås, är en svensk hiphop-musiker, låtskrivare och producent som driver skivbolaget Fronda Music AB och 4 and a half AB.

## Biografi
Fronda blev känd för en större allmänhet för låten "Rullar Fram" som blev något av en sommarplåga år 2004. Rullar Fram har streamats över 15 miljoner gånger på Spotify och därmed nått platina-nivå enligt IFPI:s regler. Fronda medverkade i "De 6 apornas armé" (D6AA) men är numera soloartist.
Våren 2005 fick man se honom medverka i "Fångarna på fortet" på TV4 tillsammans med laget "Poeterna" som också bestod av Olle Ljungström, Stephen Simmonds och Bob Hansson.
Fronda blev uttagen till Melodifestivalen 2007 med låten "Alla kan bli stjärnor". Bidraget diskades då Fronda hade för avsikt att ställa upp som låtskrivare, inte som artist.
Fronda medverkade i Melodifestivalen 2008, Deltävling 4: Karlskrona, den 1 mars 2008, med låten "Ingen mår så bra som jag". Han kom på sjunde plats i deltävlingen. 
Frondas låt "Underbar" från albumet "Svart Poesi" sålde platina 2015 och har 10 miljoner streams på Spotify.
Sebastian Fronda har även gjort en rad officiellt släppta remixer, åt till exempel Alexander Bards grupp Gravitonas, Lauri Ylönen från finska rockgruppen The Rasmus, Edward Maya, Sibel, Dead by April, Urban Cone, Martin Rolinski från BWO, Ulrik Munther och Alcazar.
2016 producerade Fronda en akustisk version av "Rullar Fram", som framfördes av Sofie Svensson, den har nått platina-nivå med över 9 miljoner streams.
2018 släppte Fronda musikvideon till låten ”I staden där vi bor” i ett samarbete med Stadsmissionen för att öka medvetenheten kring hemlöshet.

## Diskografi

### Album
- 1999 – Negativa Apor, tape tillsammans med D6AA
- 2001 – Players & Pimpar, demo tillsammans med Ebola
- 2003 – Fortfarande Underjord, Frondas första solodemo
- 2004 – En armé på två ben, Frondas första officiella släpp
- 2004 – Då Fronda Fortfarande Var Underjord, nyrelease av solodemon
- 2004 – Kamphundar, album tillsammans med Kamphundar
- 2005 – Livet Genom En Pansarvagnspipa, gästas av bland annat Loreen, Stephen Simmonds, Kamphundar, Leafy, Olle Ljungström och Papa Dee
- 2006 – Etiketten Är Musik, gästas av Madchild och Matth
- 2006 – Världens Snabbaste EP, EP med OB-1, släppt på Frondas hemsida
- 2007 – Fridlysta Frekvenser, släppt under "Bonnier Music" den 19 september 2007
- 2008 – Generation Robot, släpptes fritt på hemsidan för nedladdning den 10 december 2008
- 2010 – Hypernova, samlingsalbum av osläppta låtar
- 2010 – Svart Poesi, säljs digitalt från 14 december 2010
- 2013 – Tuggummi, säljs digitalt från 2013
- 2014 – Väderkvarnsjättar, säljs digitalt från Mars 2014
- 2015 – Vintervägen, säljs digitalt från 2015
- 2015 – Alla är komiker, Patrull EP
- 2015 – Chicago, Patrull EP
- 2016 – Pyramid, Patrull Album
- 2016 – Den ofärdiga svanen, säljs digitalt från 2016
- 2017 – 811103, säljs digitalt från 2017
- 2017 – Ur en enda strupe kommer sanningen om alla
- 2018 – 12 månader
- 2019 – Bubbelgum EP
- 2020 – 2020 EP
- 2020 – Dagsländor (samlingsalbum)

### Singlar
- Miljoner Indianer: Första Singeln från Livet Genom En Pansarvagnspipa.
- Du Betyder Ingenting (med Stephen Simmonds) / Ännu En Stjärna Skapad 2005: Andra singeln från Livet Genom En Pansarvagnspipa.
- Gå Härifrån 2006: Singeln från Etiketten Är Musik.
- Vad Händer? / Vissla För Mig 2007: Första singeln från Fridlysta Frekvenser.
- Visionens Man 2007: Andra singeln från Fridlysta Frekvenser.
- Rullar Fram Remix 2007 / Nu Kommer Det Tomtar 2007: Tredje Singeln från Fridlysta Frekvenser.
- En stor stark* Digital singel från Fridlysta Frekvenser
- Ingen mår så bra som jag 2008: Melodifestivalen 2008.
- Underbar: Första singeln från digitalalbumet Svart Poesi.
- Svart Poesi: Andra singeln från Svart Poesi.
- Blomma: Från EP:n Tuggummi.
- Upp: Från EP:n Tuggummi.
- Det går ner: Från Patrull EP:n Chicago.

### Skrivit/Producerat
- Magnus Carlsson på albumet "Live forever"
- Markoolio singeln "Det bästa på vår jord"
- Brolle på albumet "Ett Hjärta Som Glöder Som En Gång Brann"
- Rednex singeln "Looking for a star"
- Kicks  Trelåten "Ge mig mer"
- Kat-tun Japansk popgrupp på DVD:n "Dream boys"
- OB-1 albumet "Ut & härja"
- Bosson på albumet Future's Gone Tomorrow - Life Is Here Today
- Magnus Rytterstam albumet "Den eviga tvåan"
- Soliaris - Kiti Pasauliai
- Andy and The Rockets - Shy Girl
- Shazaam - Monsterskivan
- Ninjaneers - Mazuma
- Slumberville - Lucid Dreams
- Slumberville - Imagination
- Slumberville - Tranquility
- Slumberville - Mirage
- Vitt Brus - Discokula